# Meridiosignum minidenticulatum
Meridiosignum minidenticulatum is een pissebed uit de familie Paramunnidae. De wetenschappelijke naam van de soort is voor het eerst geldig gepubliceerd in 2007 door Just & Wilson.